# Мишерине
Мише́рине — село в Україні, у Корнинській селищній територіальній громаді Житомирського району Житомирської області. Населення становить 16 осіб.

## Історія
Колишня назва Машерине, хутір.
У 1923 році входив до складу Соловіївської сільської ради.
Колишній орган місцевого самоуправління — Лисівська сільська рада.

## Населення

### Мова
Розподіл населення за рідною мовою за даними перепису 2001 року:
| Мова       | Кількість | Відсоток |
| ---------- | --------- | -------- |
| українська | 14        | 87.5%    |
| російська  | 2         | 12.5%    |
| Усього     | 16        | 100%     |